# ملكة جمال الدولية 2004
ملكة جمال الدولية 2004، هي نسخة مسابقة ملكة جمال الدولية الرابعة والأربعون في تاريخ مسابقة ملكة جمال الدولية منذ انطلاقتها عام 1960، عقدت المسابقة في 16 أكتوبر 2004 في صالة العمال الداخلية في بكين بالصين، تنافست في هذه المسابقة 58 متسابقة من جميع أنحاء العالم على اللقب، في نهاية الحدث توجت جيمي فارغاس من كولومبيا بصفته ملكة جمال الدولية الجديدة من قبل ملكة جمال الدولية السابقة لعام 2003 ، غويدرزر أزوا من فنزويلا

## النتائج

### المراكز النهائية
| النتائج النهائية       | المتنافسة |
| ---------------------- | --- |
| ملكة جمال الدولية 2004 | - كولومبيا - جيمي فارغاس |
| الوصيفة الأولى         | - الولايات المتحدة - آمي لين هولبروك |
| الوصيفة الثانية        | - اليونان - أولغا كيبريوتو |
| أفضل 15                | - الصين - صن يوي - فرنسا - لوسي دغليتاني - ألمانيا - ناتاشا بورغر - الهند - ميهيكا فيرما - اليابان - تاميكو كاوهارا - كوريا - كيم إن ها - لاتفيا - جيلينا كيران - منغوليا - سودتويا تشادرابال - الفلبين - مارغريت آن بايوت - روسيا - ناتاليا كولوديزنيكوفا - إسبانيا - كريستينا توريس دومينيز - المملكة المتحدة - لورا شيلدز |

## الروابط الخارجية
- موقع ملكة جمال الدولية الرسمي